# Đạo luật CAN-SPAM
Đạo luật CAN-SPAM năm 2003 (Tiếng Anh: Controlling the Assault of Non-Solicited Pornography And Marketing Act of 2003) là một đạo luật của Hoa Kỳ, thiết lập các tiêu chuẩn quốc gia đầu tiên về việc gửi email thương mại (còn được gọi là email tiếp thị). Ủy ban Thương mại Liên bang Mỹ (FTC) là cơ quan chịu trách nhiệm cho việc thực thi đạo luật này.
Cục Bảo vệ người tiêu dùng (The Bureau of Consumer Protection) báo cáo rằng CAN-SPAM không áp chỉ dụng đối với bulk email hay junk mail (thư rác). Trên thực tế, nó bao gồm tất cả các email được định nghĩa là email thương mại (định nghĩa email thương mại được quy định trong đạo luật này). CAN-SPAM đưa ra các chuẩn mực về nội dung chứa trong các email thương mại, cho người nhận quyền yêu cầu huỷ đăng ký nhận email hoặc yêu cầu người gửi ngừng gửi email cho họ. Đạo luật cũng quy định mức phạt đối với các cá nhân/tổ chức có hành vi vi phạm.

## Lịch sử
Đạo luật CAN-SPAM, được viết tắt từ tên chính thức của dự luật "Controlling the Assault of Non-Solicited Pornography And Marketing Act of 2003", lần đầu tiên được giới thiệu tại Quốc hội Hoa Kỳ vào ngày 10 tháng 4 năm 2003 bởi hai thượng nghị sĩ Conrad Burns và Ron Wyden. Dự luật này sau đó được tổng thống George W. Bush ký ban hành vào ngày 16 tháng 12 năm 2003 và bắt đầu có hiệu lực từ ngày 1 tháng 1 năm 2004.
Ngay thời điểm mới được ban hành, nhiều nhà phê bình gọi đây là đạo luật "You-Can-Spam" do nó có nhiều lỗ hổng trong quy định. Chẳng hạn, đạo luật này không yêu cầu người gửi phải có được sự đồng ý của người nhận trước khi gửi mail. Điều này có nghĩa là, mỗi người vẫn có thể nhận spam từ hàng loạt các tổ chức, cá nhân khác nhau, miễn là họ tuân thủ các yếu tố pháp lý quy định trong đạo luật. Do đó, đến cuối năm 2004, đạo luật hầu như vẫn chưa được thực thi, mặc dù thượng nghị sĩ Burns đã gửi thư yêu cầu FTC thực hiện "cưỡng chế thi hành Đạo luật CAN-SPAM" đối với tất cả các doanh nghiệp. Tuy nhiên, vẫn không có bất kỳ thay đổi nào được đề xuất cho đến ngày 20 tháng 12 năm 2005. FTC đã báo cáo lại với Quốc hội về việc khối lượng spam mail đến hộp thư người tiêu dùng đã bắt đầu chững lại do sự phát triển của công nghệ anti-spam. Sau đó, một số thay đổi bổ sung đã được thực hiện để hoàn thiện Đạo luật CAN-SPAM. Trong đó, bao gồm: (1) Thêm định nghĩa về thuật ngữ "person"; (2) Sửa đổi định nghĩa "sender"; (3) Làm rõ rằng người gửi có thể tránh vi phạm Đạo luật CAN-SPAM bằng cách gửi thư qua hộp thư bưu điện hoặc hộp thư báo tại nhà; và (4) Làm rõ rằng người nhận thư không phải trả phí hoặc cung cấp bất cứ thông tin gì khác ngoài địa chỉ email mà họ đang sử dụng khi gửi yêu cầu từ chối.

## Các cơ chế quy định trong Đạo luật CAN-SPAM
CAN-SPAM định nghĩa "a commercial electronic mail message" (email thương mại) là bất kỳ email nào có nội dung nhằm mục đích chính là quảng cáo sản phẩm/dịch vụ cho tổ chức/cá nhân nào đó, không bao gồm email giao dịch giữa các đối tác doanh nghiệp với nhau. Đạo luật này được xem như phản hồi chính thức của chính phủ Hoa Kỳ trước thực trạng số lượng khiếu nại spam mail ngày càng tăng. Thông qua đó, yêu cầu các cá nhân, tổ chức không đánh lừa người nhận về cả nguồn gốc lẫn nội dung khi gửi email thương mại. Tuy nhiên, CAN-SPAM không cấm hoàn toàn việc gửi "spam mail" mà áp đặt các quy định và hình phạt đối với những trường hợp tiếp thị lừa đảo thông qua các email có tiêu đề gây hiểu lầm hoặc sai về mặt nội dung. Bên cạnh đó, CAN-SPAM còn có quy định các tiêu chuẩn chung về định dạng, nội dung và tiêu đề mà các marketer phải tuân thủ khi gửi email thương mại. Ba loại quy chuẩn cơ bản được xác định trong Đạo luật CAN-SPAM bảo gồm:

### Tuỳ chọn "Hủy đăng ký nhận email"
- Mỗi email đều phải cung cấp một đường dẫn để người dùng "Huỷ đăng ký nhận email" hoặc "Đăng ký ngừng tiếp nhận email trong tương lai".
- Yêu cầu từ chối nhận email của người dùng phải được xử lý trong vòng 10 ngày làm việc.
- Danh sách các địa chỉ email yêu cầu từ chối nhận mail (còn gọi là Opt-out list hoặc Suppression list) chỉ được dùng với mục đích ngăn chặn việc tiếp tục gửi email đến các địa chỉ đó trong tương lai. Nghiêm cấm mọi hành vi bán/chuyển nhượng danh sách cho bên thứ ba hoặc cho các mục đích khác.

### Nội dung minh bạch
- Thông tin, địa chỉ người gửi phải chính xác.
- Chủ đề email phải liên quan đến nội dung được cung cấp trong mail.
- Email phải bao gồm thông tin về địa chỉ thực tế của người gửi. Theo điều 16 C.F.R[9], địa chỉ PO Box có thể được chấp nhận và nếu email được gửi từ bên thứ ba, thì phải bao gồm thêm địa chỉ thực tế của cá nhân/tổ chức cung cấp sản phẩm/dịch vụ được quảng bá trong email đó.
- Nếu email có nội dung người lớn, phải có đánh dấu/ký hiệu phù hợp để thông báo cho người nhận mail. Theo quy định của FTC, những email như vậy phải ghi rõ ở chủ đề là "SEXUALLY EXPLICIT".[10]

### Hành vi gửi email trung thực
- Không được gửi email mà không có tùy chọn "Huỷ đăng ký nhận email".
- Không được gửi email nhằm mục đích thu thập địa chỉ email của người dùng.
- Không được gửi email có chủ đề gây hiểu lầm hoặc khác so với nội dung mail.
- Một email nên chứa ít nhất một câu nội dung.
- Nội dung email khi gửi đi phải có giá trị hoặc còn hiệu lực.
- Tùy chọn "Hủy đăng ký" phải ở cuối nội dung mail.

## Mức phạt khi vi phạm Đạo luật CAN-SPAM
FTC tuyên bố rằng mỗi email riêng biệt vi phạm Đạo luật CAN-SPAM phải chịu hình phạt lên tới 43,280 đô la" (không quy định mức phạt tối đa) và có thể đưa ra các khoản phạt bổ sung.
Ngoài các hình phạt nặng nề về kinh tế, các tổ chức, cá nhân vi phạm Đạo luật CAN-SPAM còn có thể phải chịu trách nhiệm hình sự.

## Vi phạm hình sự
Mặc dù theo đạo luật, doanh nghiệp nói chung và các marketer nói riêng phải có ý thức về các khía cạnh được đề cập ở trên khi gửi email thương mại. Nhưng họ phải đặc biệt lưu ý những hành vi gian lận sau đây, vì chúng được quy là phạm tội hình sự:
- Gửi email spam hàng loạt với mục đích tấn công máy tính người nhận.
- Gửi email hàng loạt thông qua địa chỉ IP không thuộc sở hữu của người gửi.
- Cố gắng đánh lừa người nhận hoặc ngụy trang về nguồn gốc email.
- Gửi email spam hàng loạt với thông tin sai lệch so với chủ đề.
- Sử dụng thông tin giả mạo danh tính của người dùng thực tế đăng ký nhiều tài khoản email khác nhau để gửi spam hàng loạt.[7]

## Quyền ưu tiên Đạo luật CAN-SPAM
Các quy định trong Đạo luật CAN-SPAM được ưu tiên áp dụng trước luật của tiểu bang đối với việc gửi email thương mại, ngoại trừ nội dung được quy định trong các luật đó về việc nghiêm cấm hành vi gửi email thương mại giả mạo, lừa đảo. Điều này có nghĩa là, luật của các tiểu ban quy định về việc bảo vệ người tiêu dùng và các luật tương tự sẽ không bị cấm. Ngoài ra, Đạo luật rõ ràng không được ưu tiên trong các trường hợp sau:
- Luật pháp tiểu bang không dành riêng cho email thương mại.
- Pháp luật tiểu bang liên quan đến hành vi gian lận hoặc tội phạm máy tính.
- Đạo luật CAN-SPAM cũng không có hiệu lực đối với việc chấp nhận, triển khai và thực thi ISP hoặc các chính sách liên quan đến từ chối truyền tải, định tuyến, xử lý hoặc lưu trữ một số loại thư email nhất định.[12]

## Kết luận
Đạo luật CAN-SPAM được đưa ra nhằm mục đích bảo vệ người dùng email. Tuy nhiên, nếu các tổ chức và cá nhân tuân thủ các chính sách được quy định, nó sẽ tạo ra mối quan hệ minh bạch và tin tưởng giữa thương hiệu/doanh nghiệp với khách hàng. Ngoài ra, với công nghệ anti-spam tiên tiến hiện nay, một email trông càng xác thực, email đó càng ít bị đánh dấu là spam hơn. Suy cho cùng, CAN-SPAM phần nào đó vẫn mang lại lợi ích cho cả những cá nhân và tổ chức tiếp thị trực tuyến qua email.

## Phụ lục[11]

### Những dạng email nằm trong phạm vi áp dụng của Đạo luật CAN-SPAM
Đạo luật CAN-SPAM áp dụng đối với các email thương mại. Để biết liệu một email có nằm trong phạm vi áp dụng của đạo luật này hay không, điều quan trọng là xác định mục đích chính của người gửi email. Một email có thể chứa ba loại thông tin sau đây:
- Nội dung thương mại - bao gồm quảng cáo hoặc quảng bá sản phẩm hoặc dịch vụ thương mại, hoặc có chứa các nội dung trên website hoạt động vì mục đích thương mại;
- Nội dung giao dịch - bao gồm các nội dung về một giao dịch, điều khoản hợp đồng đã được thỏa thuận hoặc cập nhật thông tin cho khách hàng về một giao dịch đang diễn ra;
- Nội dung khác - không thương mại cũng không phải giao dịch hoặc mối quan hệ.

Nếu email chỉ chứa nội dung thương mại, nghĩa là mục đích chính của nó là thương mại và nó phải tuân thủ các yêu cầu của CAN-SPAM. Nếu email chỉ chứa nội dung về các giao dịch hoặc mối quan hệ, mục đích chính của nó là email giao dịch. Trong trường hợp đó, email này vẫn có thể chịu các quy định, tiêu chuẩn về trung thực nội dung hoặc nội dung không gây hiểu lầm, nhưng mặt khác, nó được miễn trừ khỏi các điều khoản của Đạo luật CAN-SPAM.

### Email giao dịch[13]
Một email được xem là email với mục đích giao dịch hoặc liên lạc thông tin để duy mối quan hệ nếu nó chỉ bao gồm nội dung:
- Thảo luận hoặc xác nhận một giao dịch thương mại mà người nhận đã đồng ý;
- Cung cấp thông tin về các dịch vụ hậu mãi như bảo hành, thu hồi hoặc thông tin bảo mật về sản phẩm hoặc dịch vụ;
- Cung cấp thông tin về sự thay đổi về các điều khoản, tính năng hoặc thông tin số dư tài khoản liên quan đến thành viên đã đăng ký tài khoản, có quan hệ liên quan đến các khoản vay/cho vay hoặc mối quan hệ thương mại đang diễn ra khác;
- Cung cấp thông tin trao đổi về việc làm hoặc thông báo về các quyền và lợi ích của nhân viên;
- Cung cấp biên lai điện từ về việc mua, bán hàng hoá hoặc dịch vụ như một phần của giao dịch mà người nhận đã đồng ý.

### Email bao gồm cả nội dung thương mại lẫn nội dung giao dịch
Khi một email chứa cả hai loại nội dung thương mại lẫn giao dịch, mục đích chính của email sẽ là yếu tố quyết định email đó có chịu sự chi phối của Đạo luật CAN-SPAM hay không.
Cụ thể: Nếu người nhận email nhìn vào chủ đề mail và kết luận rằng đó email quảng cáo cho một sản phẩm/dịch vụ nào đó, hoặc nếu phần lớn nội dung giao dịch không được đề cập ở đầu email, thì xác định mục đích chính của email đó là thương mại. Và email đó phải tuân thủ các điều khoản được quy định trong Đạo luật CAN-SPAM.
- Ví dụ về email giao dịch:

TO: Jane Smith
FR: XYZ Distributing
RE: Your Account Statement
We shipped your order of 25,000 deluxe widgets to your Springfield warehouse on June 1st. We hope you received them in good working order. Please call our Customer Service Office at (877) 555-7726 if any widgets were damaged in transit. Per our contract, we must receive your payment of $1,000 by June 30th. If not, we will impose a 10% surcharge for late payment. If you have any questions, please contact our Accounts Receivable Department.
Visit our website for our exciting new line of mini-widgets!
- Ví dụ về email thương mại:

TO: Jane Smith
FR: XYZ Distributing
RE: Your Account Statement
We offer a wide variety of widgets in the most popular designer colors and styles – all at low, low discount prices. Visit our website for our exciting new line of mini-widgets!
Sizzling Summer Special: Order by June 30th and all waterproof commercial-grade super-widgets are 20% off. Show us a bid from one of our competitors and we'll match it. XYZ Distributing will not be undersold.
Your order has been filled and will be delivered on Friday, June 1st.